# 流放者的归来
《流放者归来》是马尔科姆·考利（Malcolm Cowley）所著的带自传性质的文学批评史。它主要描述了一代美国文学青年（有的人在后来成为了大文豪，如TS·艾略特、普鲁斯特和乔伊斯）在1920年至40年左右的时期是如何漂泊在欧洲和美国本土，又是如何寻找到自己的根或得到解脱的。这些青年也被称作迷惘的一代。
1. ↑  [美]马尔科姆·考利 著; 张承谟 译. . 重庆出版社. 2006-10-01. ISBN 7536681259. OCLC 276436525.